# Jucuapa
Jucuapa – miasto w Salwadorze, w departamencie Usulután.